# Comment faire partie de l'orchestre ?
Pour plus de détails, voir Fiche technique et Distribution.
Comment faire partie de l'orchestre ? (Man sku være noget ved musikken) est un film dramatique danois écrit et réalisé par Henning Carlsen et sorti en 1972.

## Fiche technique
- Titre original : Man sku være noget ved musikken
- Titre français : Comment faire partie de l'orchestre ?[1]
- Réalisation : Henning Carlsen
- Scénario : Benny Andersen, Henning Carlsen
- Photographie : Henning Kristiansen
- Montage : Henning Carlsen
- Musique : Bent Fabricius-Bjerre
- Costumes : Birthe Madsen
- Pays d'origine : Danemark
- Langue originale : danois
- Format : couleur
- Genre : dramatique
- Durée : 93 minutes
- Dates de sortie :
  - Danemark : 13 septembre 1972

## Distribution
- Karl Stegger : Søren
- Birgitte Price : Caja
- Otto Brandenburg : Lasse
- Jesper Langberg : Svend
- Ingolf David : Ib
- Lone Lindorff : Elly
- Gyrd Løfquist : Café-ejeren
- Lene Maimu : Annie
- Lene Vasegaard : Ragnhild
- Ellen Margrethe Stein : Ibs mor
- Birgit Conradi : Lasses kone Lone
- Hans W. Petersen : Hr. Hansen
- Ebba Amfeldt : Ældre Dame
- Elin Reimer : Sørens kone Gerda
- Martin Lichtenber : Søren og Gerdas søn Jens
- Hans-Henrik Krause : Ejendomsmægler
- Henrik Stangerup : Dansende mand
- Pernille Kløvedal : Dansende kvinde
- Ulla Lock : Dagservitrice
- Marie-Louise Coninck : Øbro-servitrice
- Gotha Andersen : Mand der telefonerer
- Birgit Brüel : Servitrice på morgenbeværtning
- Lise Schrøder : Frk. Sørensen
- Edward Fleming : Værtshusgæst
- Volmer Sørensen : Lasses svigerfar